# Дюн
„Дюн“ (на английски: Dune, буквално „дюна“) е научнофантастичен роман от Франк Хърбърт, издаден през 1965 г. Той става първият носител на наградата „Небюла“ през 1965 г. и споделя наградата „Хюго“ за 1966 г. Счита се за един от най-добрите научнофантастични романи на всички времена.
Действието в романа се развива в далечното бъдеще.
Поредицата за Дюн съдържа шест книги: „Дюн“, „Месията на Дюн“, „Децата на Дюн“, „Бог-Император на Дюн“, „Еретиците на Дюн“, „Дюн: Домът на ордена“.
След смъртта на писателя, синът му Брайън Хърбърт и Кевин Андерсън продължават поредицата с редица книги, запознаващи читателите със света на Дюн преди първата книга „Дюн“. Книгите са създадени на основата на подробни бележки, останали от Франк Хърбърт.

## Герои в „Дюн“

### Династия Атреиди
- Дук Лито I Атреидски, глава на династия Атреиди
- Лейди Джесика, бин джезъритка и наложница на дука; майка на Пол и Алая
- Пол Атреидски, единственият син на дука
- Алая Атреиди, по-малката сестра на Пол
- Лито, синът на Пол и Чани
- Туфир Хауът, ментат на Атреидите
- Гърни Халик, трубадур и войник, верен на Атреидите
- Дънкан Айдахо, майстор на меча, на служба при Атреидите
- Доктор Уелингтън Юи, сук-доктор на Атреидите

### Династия Харконен
- Барон Владимир Харконен, управляващ династия Харконен
- Пайтър дьо Врие, ментат
- Фейд-Рота, племенник на барона
- Глосу 'Звяра' Рабан, наричан също Рабан Харконен, по-големият племенник на барона

### Династия Корино
- Шедъм IV, падишах император на познатата вселена
- Принцеса Ирулан Корино, най-възрастната дъщеря на императора и негова наследница. Също и историк
- Света майка Гайъс Хелън Мохайъм, Бин Джезъритка, имперската жрица на истината
- граф Хашимир Фенринг, генетичен евнух, близък приятел и съветник на императора

### Свободни хора
- Стилгар, наиб на свободните хора
- Чани, наложница на Пол Атреидски
- Лайът-Кайнс, имперски планетолог/еколог на Аракис, баща на Чани.

## Династии
- Династия Атреиди
- Династия Харконен
- Династия Корино
- Династия Ордос

## Други
Поредицата вдъхновява Дейвид Линч да направи филмова адаптация през 1984 г. (музика: Тото), по-късно Sci Fi Channel създават сериал. По романа има създадени телевизионни сериали и редица компютърни игри.

### Сайтове за фенове
- Българска Дюн група във Фейсбук
- Българският Дюн форум[неработеща препратка]
- stratetic Dune Browser-Game Архив на оригинала от 2010-11-12 в Wayback Machine. ((de)) ((en))
- House Atreides
- Dune Italia
- The Landsraad MSN Community Архив на оригинала от 2008-06-24 в Wayback Machine.
- The Yahoo Dune group
- Arrakeen Dune Group Архив на оригинала от 2005-11-25 в Wayback Machine.
- A Dune Forum Архив на оригинала от 2006-02-12 в Wayback Machine.
- Fed2k – A massive Dune Community
- DunePedia Архив на оригинала от 2017-06-03 в Wayback Machine. ((de)) ((en))
- Thoughts Of Dune